# Formula lui Wallis
Formula lui Wallis sau produsul lui Wallis este un produs infinit:
{\displaystyle \prod _{n=1}^{\infty }\left({\frac {2n}{2n-1}}\cdot {\frac {2n}{2n+1}}\right)={\frac {2}{1}}\cdot {\frac {2}{3}}\cdot {\frac {4}{3}}\cdot {\frac {4}{5}}\cdot {\frac {6}{5}}\cdot {\frac {6}{7}}\cdot {\frac {8}{7}}\cdot {\frac {8}{9}}\cdots ={\frac {\pi }{2}}.}
A fost descoperit de John Wallis în 1655.

## Demonstrație utilizând produsul lui Euler pentru sinus
Se utilizează produsul lui Euler:
{\displaystyle \sin(\pi z)=\pi z\prod _{n=1}^{\infty }\left(1-{\frac {^{2}}{n^{2}}}\right).}
Aceasta se scrie:
{\displaystyle {\frac {\sin x}{x}}=\prod _{n=1}^{\infty }\left(1-{\frac {x^{2}}{n^{2}\pi ^{2}}}\right)}
Fie x = π⁄2:
{\displaystyle {\begin{aligned}\Rightarrow {\frac {2}{\pi }}&=\prod _{n=1}^{\infty }\left(1-{\frac {1}{4n^{2}}}\right)\\\Rightarrow {\frac {\pi }{2}}&=\prod _{n=1}^{\infty }\left({\frac {4n^{2}}{4n^{2}-1}}\right)\\&=\prod _{n=1}^{\infty }\left({\frac {2n}{2n-1}}\cdot {\frac {2n}{2n+1}}\right)={\frac {2}{1}}\cdot {\frac {2}{3}}\cdot {\frac {4}{3}}\cdot {\frac {4}{5}}\cdot {\frac {6}{5}}\cdot {\frac {6}{7}}\cdots \end{aligned}}}

## Demonstrație prin metodaintegralelor
Fie:
{\displaystyle I(n)=\int _{0}^{\pi }\sin ^{n}xdx}
(o formă a  integralei lui Wallis).
Integrând prin părți:
{\displaystyle {\begin{aligned}u&=\sin ^{n-1}x\\\Rightarrow du&=(n-1)\sin ^{n-2}x\cos xdx\\dv&=\sin xdx\\\Rightarrow v&=-\cos x\end{aligned}}}
{\displaystyle {\begin{aligned}\Rightarrow I(n)&=\int _{0}^{\pi }\sin ^{n}xdx=\int _{0}^{\pi }udv=uv|_{x=0}^{x=\pi }-\int _{0}^{\pi }vdu\\{}&=-\sin ^{n-1}x\cos x|_{x=0}^{x=\pi }-\int _{0}^{\pi }-\cos x(n-1)\sin ^{n-2}x\cos xdx\\{}&=0-(n-1)\int _{0}^{\pi }-\cos ^{2}x\sin ^{n-2}xdx,n>1\\{}&=(n-1)\int _{0}^{\pi }(1-\sin ^{2}x)\sin ^{n-2}xdx\\{}&=(n-1)\int _{0}^{\pi }\sin ^{n-2}xdx-(n-1)\int _{0}^{\pi }\sin ^{n}xdx\\{}&=(n-1)I(n-2)-(n-1)I(n)\\{}&={\frac {n-1}{n}}I(n-2)\\\Rightarrow {\frac {I(n)}{I(n-2)}}&={\frac {n-1}{n}}\\\Rightarrow {\frac {I(2n-1)}{I(2n+1)}}&={\frac {2n+1}{2n}}\end{aligned}}}
Acest rezultat va fi utilizat mai jos:
{\displaystyle {\begin{aligned}I(0)&=\int _{0}^{\pi }dx=x|_{0}^{\pi }=\pi \\I(1)&=\int _{0}^{\pi }\sin xdx=-\cos x|_{0}^{\pi }=(-\cos \pi )-(-\cos 0)=-(-1)-(-1)=2\\I(2n)&=\int _{0}^{\pi }\sin ^{2n}xdx={\frac {2n-1}{2n}}I(2n-2)={\frac {2n-1}{2n}}\cdot {\frac {2n-3}{2n-2}}I(2n-4)\end{aligned}}}
Repetând procedeul,
{\displaystyle ={\frac {2n-1}{2n}}\cdot {\frac {2n-3}{2n-2}}\cdot {\frac {2n-5}{2n-4}}\cdot \cdots \cdot {\frac {5}{6}}\cdot {\frac {3}{4}}\cdot {\frac {1}{2}}I(0)=\pi \prod _{k=1}^{n}{\frac {2k-1}{2k}}}
{\displaystyle I(2n+1)=\int _{0}^{\pi }\sin ^{2n+1}xdx={\frac {2n}{2n+1}}I(2n-1)={\frac {2n}{2n+1}}\cdot {\frac {2n-2}{2n-1}}I(2n-3)}
Reinterând procesul,
{\displaystyle ={\frac {2n}{2n+1}}\cdot {\frac {2n-2}{2n-1}}\cdot {\frac {2n-4}{2n-3}}\cdot \cdots \cdot {\frac {6}{7}}\cdot {\frac {4}{5}}\cdot {\frac {2}{3}}I(1)=2\prod _{k=1}^{n}{\frac {2k}{2k+1}}}
{\displaystyle \sin ^{2n+1}x\leq \sin ^{2n}x\leq \sin ^{2n-1}x,0\leq x\leq \pi }
{\displaystyle \Rightarrow I(2n+1)\leq I(2n)\leq I(2n-1)}
{\displaystyle \Rightarrow 1\leq {\frac {I(2n)}{I(2n+1)}}\leq {\frac {I(2n-1)}{I(2n+1)}}={\frac {2n+1}{2n}}}, din rezultatele de mai sus.
Conform teoremei cleștelui,
{\displaystyle \Rightarrow \lim _{n\rightarrow \infty }{\frac {I(2n)}{I(2n+1)}}=1}
{\displaystyle \lim _{n\rightarrow \infty }{\frac {I(2n)}{I(2n+1)}}={\frac {\pi }{2}}\lim _{n\rightarrow \infty }\prod _{k=1}^{n}\left({\frac {2k-1}{2k}}\cdot {\frac {2k+1}{2k}}\right)=1}
{\displaystyle \Rightarrow {\frac {\pi }{2}}=\prod _{k=1}^{\infty }\left({\frac {2k}{2k-1}}\cdot {\frac {2k}{2k+1}}\right)={\frac {2}{1}}\cdot {\frac {2}{3}}\cdot {\frac {4}{3}}\cdot {\frac {4}{5}}\cdot {\frac {6}{5}}\cdot {\frac {6}{7}}\cdot \cdots }